# Neoherminia
Neoherminia is een geslacht van vlinders van de familie spinneruilen (Erebidae), uit de onderfamilie Herminiinae.

## Soorten
- N. fadusalis Walker, 1859
- N. ferrigeralis Walker, 1865
- N. hydrillalis Guenée, 1854
- N. isenenias Schaus, 1916
- N. lojanalis Dognin, 1914
- N. nigridiscatalis Dognin, 1914
- N. tojanalis Dognin, 1914